# أندريس مولتيني
أندريس مولتيني ( النطق الإيطالي: ‎[molˈteːni]‏ )، من مواليد 15 ماس 1988 في بوينس آيرس ، هو لاعب تنس ارجنتيني محترف.

## مهنة التنس
في عام 2016، وصل إلى نهائي بطولة الزوجي للاعبي التنس المحترفين لأول مرة مع دييغو شوارتزمان في مايو في اسطنبول . وبعد عدة أشهر، تحصل على بطولة اتلانطا مع هوراسيو زيبالوس .
لعب لأول مرة على حلبة تشالنجر ، و تحصر على لقب فردي واحد في ساليناس و21 لقبًا في الزوجي.